# Citarabina
La citarabina, también conocida como arabinósido de citosina, es un medicamento que se emplea en el tratamiento de algunos tipos de cáncer, principalmente leucemia mieloide aguda y linfomas. Su mecanismo de acción se basa en interferir la síntesis de ADN dificultando de esta forma la multiplicación de las células malignas.

## Efectos secundarios
Puede provocar diferentes efectos secundarios, entre ellos disminución de células sanguíneas: anemia, leucopenia con propensión a las infecciones y disminución del número de plaquetas o plaquetopenia que facilita la aparición de hemorragias. Puede ser tóxico sobre el sistema nervioso y provocar ataxia, en ocasiones causa náuseas, vómitos, dermatitis, conjuntivitis, neumonitis, fiebre y dolores articulares.